# Nitrosamin

Cấu trúc của nhóm nitrosamino

Nitrosamin là hợp chất hóa học có cấu trúc R1N(–R2)–N=O, trong đó một nhóm nitroso liên kết với một amin. Hầu hết nitrosamin là tác nhân gây ung thư.

## Sử dụng
Nitrosamin được sử dụng trong sản xuất một số hàng tiêu dùng, thuốc bảo vệ thực vật và hầu hết trong số đó là các sản phẩm cao su.

## Occurrence
Nitrosamin có trong các sản phẩm latex như bóng bay và trong nhiều sản phẩm thực phẩm, sản phẩm tiêu dùng.
Trong thực phẩm, nitrosamin được tạo bởi nitrit và các amin bậc hai, là các chất thường gặp trong protein, trong các điều kiện nhất định như môi trường acid mạnh như trong dạ dày con người. Nhiệt độ cao như khi chiên thực phẩm cũng thúc đẩy sự tạo thành nitrosamin. Có thể nhận biết nitrosamin bằng phản ứng Liebermann nitroso (không nhầm với thuốc thử Liebermann tạo màu đỏ hoặc màu xanh khi có mặt phenol).
Trong môi trường acid, nitrit tạo thành acid nitrous (HNO2), acid này nhận thêm proton và phân chia thành cation nitrosonium N≡O+ và nước:
H
2NO+
2 → H2O + NO+.
Sau đó, cation nitrosonium phản ứng với amin tạo thành nitrosamin.
Các quá trình nêu trên có thể dẫn đến mức nitrosamin cao trong nhiều loại thực phẩm, đặc biệt là bia, thủy sản và phụ phẩm thủy sản, thịt, phô mai. Việc bổ sung acid ascorbic hoặc các hợp chất liên quan có thể ức chế việc hình thành nitrosamin.
Một số hợp chất nitrosamin có trong khói thuốc lá., kể cả thuốc lá điện tử.

## Các ví dụ
| Tên hợp chất                                  | CAS number | Ký hiệu | Công thức phân tử | Trạng thái vật lý                     | Phân loại gây ung thư                    |
| --------------------------------------------- | ---------- | --- | ----------------- | ------------------------------------- | ---------------------------------------- |
| N-Nitrosonornicotin                           | 16543-55-8 | NNN | C9H11N3O          | Chất rắn màu vàng nhạt dễ nóng chảy   |                                          |
| 4-(methylnitrosamino)-1-(3-pyridyl)-1-butanon | 64091-91-4 | NNK, 4′-(nitrosomethylamino)-1-(3-pyridyl)-1-butanon                                                                               | C10H15N3O2        | dạng dầu, màu vàng nhạt               |                                          |
| N-Nitrosodimethylamin                         | 62-75-9    | Dimethylnitrosamin, N,N-dimethylnitrosamin, NDMA, DMN                                                                              | C2H6N2O           | chất lỏng màu vàng                    | EPA-B2; IARC-2A; OSHA carcinogen; TLV-A3 |
| N-Nitrosodiethylamin                          | 55-18-5    | Diethylnitrosamide, diethylnitrosamin, N,N-diethylnitrosamin, N-ethyl-N-nitrosoethanamin, diethylnitrosamin, DANA, DENA, DEN, NDEA | C4H10N2O          | chất lỏng màu vàng                    | EPA-B2; IARC-2A                          |
| 4-(Methylnitrosamino)-1-(3-pyridyl)-1-butanol | 76014-81-8 | NNAL |                   |                                       |                                          |
| N-Nitrosoanabasine                            | 37620-20-5 | NAB | C10H13N3O         | dạng dầu, màu vàng                    | IARC-3                                   |
| N-Nitrosoanatabin                             | 71267-22-6 | NAT | C10H11N3O         | dạng dầu, trong, màu vàng đến màu cam | IARC-3                                   |